# Jarzeński Młyn
Jarzeński Młyn (niem. Arnsteiner Mühle) – część wsi Jarzeń, w Polsce, w województwie warmińsko-mazurskim, w powiecie braniewskim, w gminie Lelkowo.
W latach 1975–1998 miejscowość administracyjnie należała do województwa elbląskiego.